# Nocera Inferiore
Nocera Inferiore és un municipi italià, situat a la regió de Campània i a la província de Salern. L'any 2024 tenia 43.424 habitants.